# Thunderstone (hudební skupina)
Thunderstone je finská metalová kapela z Helsinek. Vznikla v roce 2000.

## Základní info
Kapelu založil kytarista Nino Laurenne. Brzy se k němu připojil bubeník Mirka Rantanen. Ke kapele se pak ještě přidali baskytarista Titus Hjelm, zpěvák Pasi Rantanen a klávesista Kari Tornak. Poslední dva jmenovaní pak v srpnu 2007 od kapely odešli a následující turné odhostovali Tommi "Tuple" Salmela (zpěv – ze skupiny Tarot), Jukka Karinen (klávesy – ze skupiny Status Minor).
Druhý jmenovaný u kapely zůstal i po skončení turné, zatímco na místo zpěváka skupina vybrala Švéda jménem Rick Altzi. Ten má, dle jejich slov, mnohé zkušenosti s metalem (jeho poslední zkušeností byli němečtí At Vance).
Své demo album skupina vydala v roce 2001, první skutečné album pak v roce 2002. Jejich texty jsou zejména o démonech, vnitřním boji, životě a lásce. Svou hudbou si Thunderstone po právu razí cestu mezi špičku power metalu. Mocně jim v tom pomáhá jejich vydavatel Nuclear Blast, který má bohaté zkušenosti a ví, jak skupiny správně ukázat světu. V roce 2006 se Thunderstone s písní Forevermore dostali do finále finské Eurovision. V této soutěži byli o rok později také s písní Face in the Mirror.

## Biografie
Neoficiální a zjednodušený překlad oficiální biografie kapely

### Počátky
Založeno v roce 2000 jako projekt bývalého kytaristy skupiny Antidote Nino Laurennea. Své první demo nahrál ve svém vlastním studiu. S roztoucím potenciálem projektu bylo zapotřebí vytvořit trvalou sestavu, proto přijal bývalého kamaráda z Antidotu Tituse Hjelma na basu a back vokály, Pasi Rantanen na zpěv a k bubnům posadil Mirka Rantanena. V létě následujícího roku přišel hrát na klávesy Kari Tornack a kvintet byl kompletní. Na konci roku 2001 si jich všimlo vydavatelství Nuclear Blast a kariéra mohla začít.

### První album
Po několika týdnech strávených komponováním a nahráváním skladeb spatřilo světlo světa album nazvané Thunderstone. Ohlas byl veliký. Deset písní tohoto alba se zapsala do dějin Finského power metalu. Objevilo se na mnoha výsledkových listinách typu Nejlepší metalové album roku 2002 a Rock Hard Magazine je vyhlásil nováčkem roku. Následující rok pak absolvovali evropské turné jako podpora skupin Stratovarius & Symphony X.

### Pokračující nárůst úspěchu
Po tomto vysoce inspirujícím turné se vrátili do nahrávacího studia, aby začali pracovat na své druhé desce The Burning. Ta ihned po vydání zaznamenala obrovskou prodávanost, ve finském žebříčku se vyšplhala na 13. místo. Videoklip k písni Until We Touch the Burning Sun se stal hitem finské televize. Plánované turné však muselo být odloženu kvůli zranění. Když se vrátili do nahrávacích studií potřetí, měli za sebou již velkou spoustu zkušeností a byli odhodláni jít do nového alba s veškerým možným nasazením. To se vyplatilo již singlem Tools of the Devil, který se v prodejnosti umístil na vynikajícím 3. místě finského žebříčku singlů. Dobrá předzvěst skvělého alba (Tools of Destruction).

### Současnost
V roce 2007 vydala skupina album Evolution 4.0, po kterém však následovaly neshody, kvůli kterým museli z osobních důvodů a pro viditelný nedostatek motivace odejít ze skupiny zpěvák Pasi Rantanen a klávesista Kari Tornak. V následném turné byli nahrazeni klávesistou Jensem Johanssonem ze skupiny Stratovarius a zpěvákem Tommim 'TUPLE' Salmelou zpívajícím ve skupině Tarot. Předtím se však ještě stihli zúčastnit finské části Eurovize, kde skončili na druhém místě.

## Členové kapely

### Bývalí členové kapely

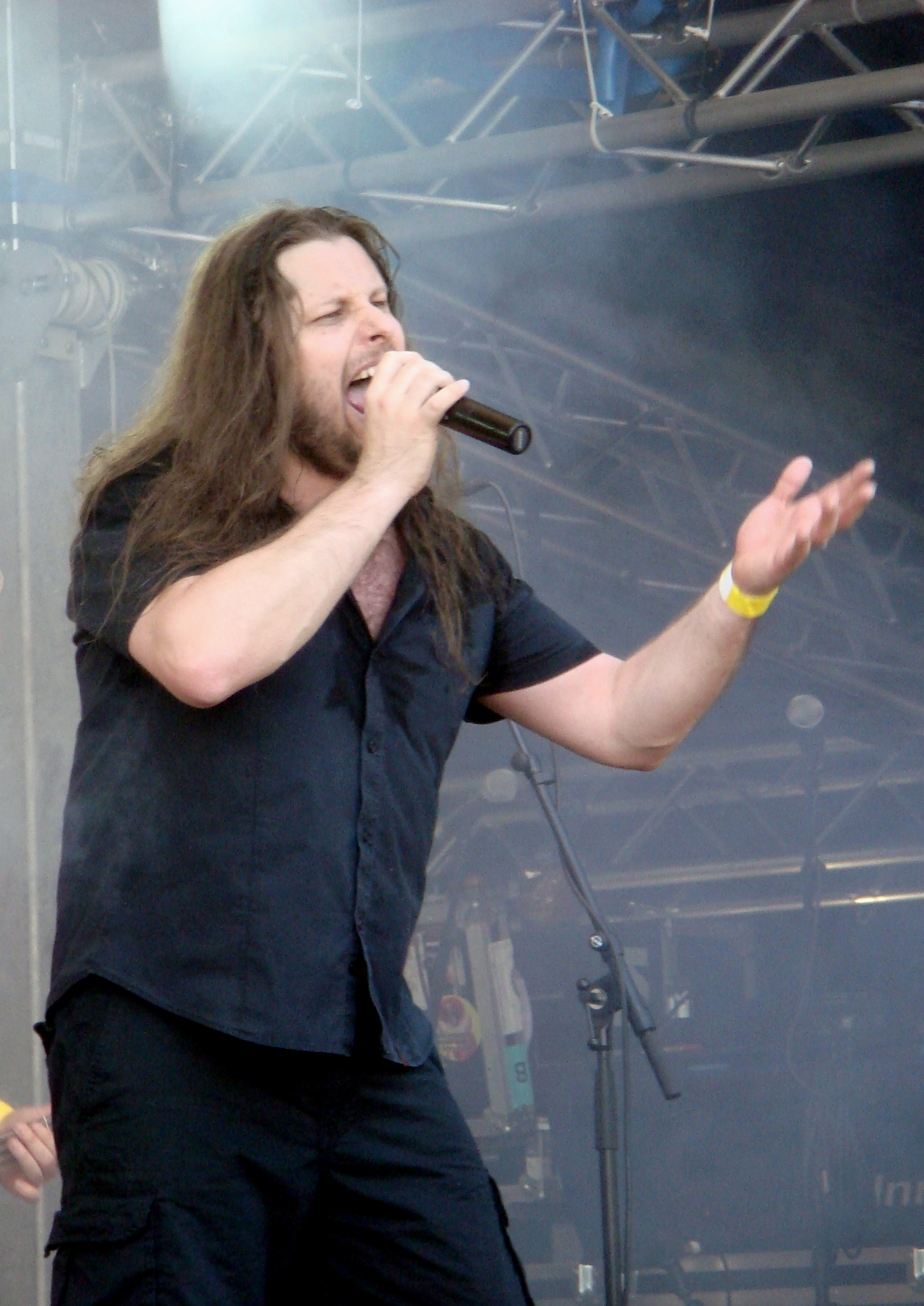
Bývalý zpěvák Pasi Rantanen
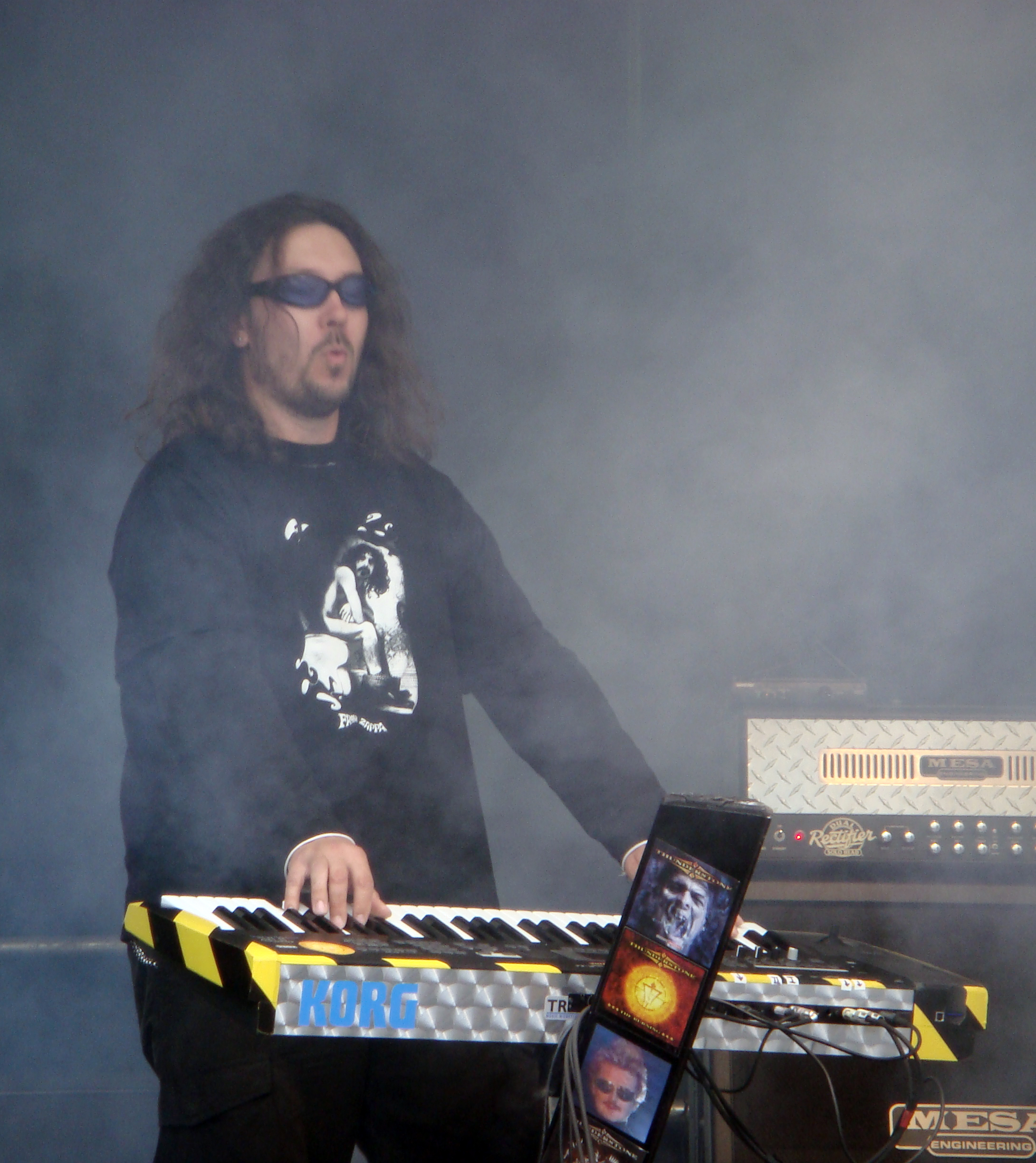
Bývalý klávesista Kari Tornack

## Diskografie

### Alba
- 2002 Thunderstone.
- 2004 The Burning
- 2005 Tools of Destruction
- 2007 Evolution 4.0
- 2009 Dirt Metal
- 2016 Apocalypse Again

### Singly
- 2002 Virus
- 2005 Tool of the Devil
- 2007 10.000 Ways
- 2007 Forevermore / Face in the Mirror
- 2009 I, Almighty
- 2016 The Path
- 2016 Through the Pain

### Dema
- 2001 Demo

### Videoklipy
- 2002 Virus
- 2004 Until We Touch the Burning Sun
- 2005 Tool of the Devil
- 2007 Face in the Mirror
- 2009 I, Almighty
- 2016 The Path
- 2016 Through the Pain